# 江北街道 (东阳市)
江北街道，中国浙江省金华市东阳市下辖的一个街道。

## 辖区
该街道辖有：	茗田社区、湖沧社区、夏渠社区、亭塘社区、月亮湾社区、凤凰社区、猴塘社区、临江社区、上卢社区、华店社区、永久村、后溪村、甘溪村、社姆新村、